# 奥田晃
奥田 晃（おくだ あきら、1972年6月26日 - ）は、日本の男子バレーボール選手。

## 来歴
東京都渋谷区出身。東亜学園高等学校、法政大学を経て、1994年、NECブルーロケッツの内定選手となる。1995年、NECに正式入団。
以降、東京ヴェルディでもプレーし、2019年より兵庫デルフィーノでプレー。2022年に退団。クラブチームの東京スリジエに加入した。

## 受賞歴
- 1998年 - V・サマーリーグ 敢闘賞
- 2018年 - Vリーグ栄誉賞（通算230試合出場）

## 所属チーム
- 東亜学園高等学校
- 法政大学
- NECブルーロケッツ（1995-2003年）
- Civaula Club
- 東京ヴェルディ（2005-2019年）
- 兵庫デルフィーノ（2019-2022年）
- 東京スリジエ